# Odeceixe
Odeceixe é uma vila portuguesa sede da Freguesia de Odeceixe do Município de Aljezur, freguesia com 41,91 km² de área e 1055 habitantes (censo de 2021), tendo, por isso, uma densidade populacional de 25,2 hab./km², o que lhe permite ser classificada como uma Área de Baixa Densidade (portaria 1467-A/2001)..
A principal povoação da freguesia, Odeceixe, foi elevada à categoria de vila em 2001.

## História
Cerca de 8000 a.C. a 5000 a.C., a faixa costeira a sul da foz do rio Mira era habitada por um povo de natureza nómada, identificado como Cultura Mirense. A povoação de Odeceixe em si poderá ser de origem medieval, estando nessa altura integrada nos territórios da Ordem de Santiago. Em 1578, o rei D. Sebastião poderá ter permanecido em Odeceixe durante três dias. A aldeia foi devastada pelo Sismo de 1755. Em 12 de Julho de 2001, ascendeu à categoria de vila.
Em 2012, a Praia de Odeceixe foi a única no Algarve a ser classificada no programa Sete Maravilhas da Rádio Televisão Portuguesa, na categoria das praias.

## Descrição

### Localização e acessos

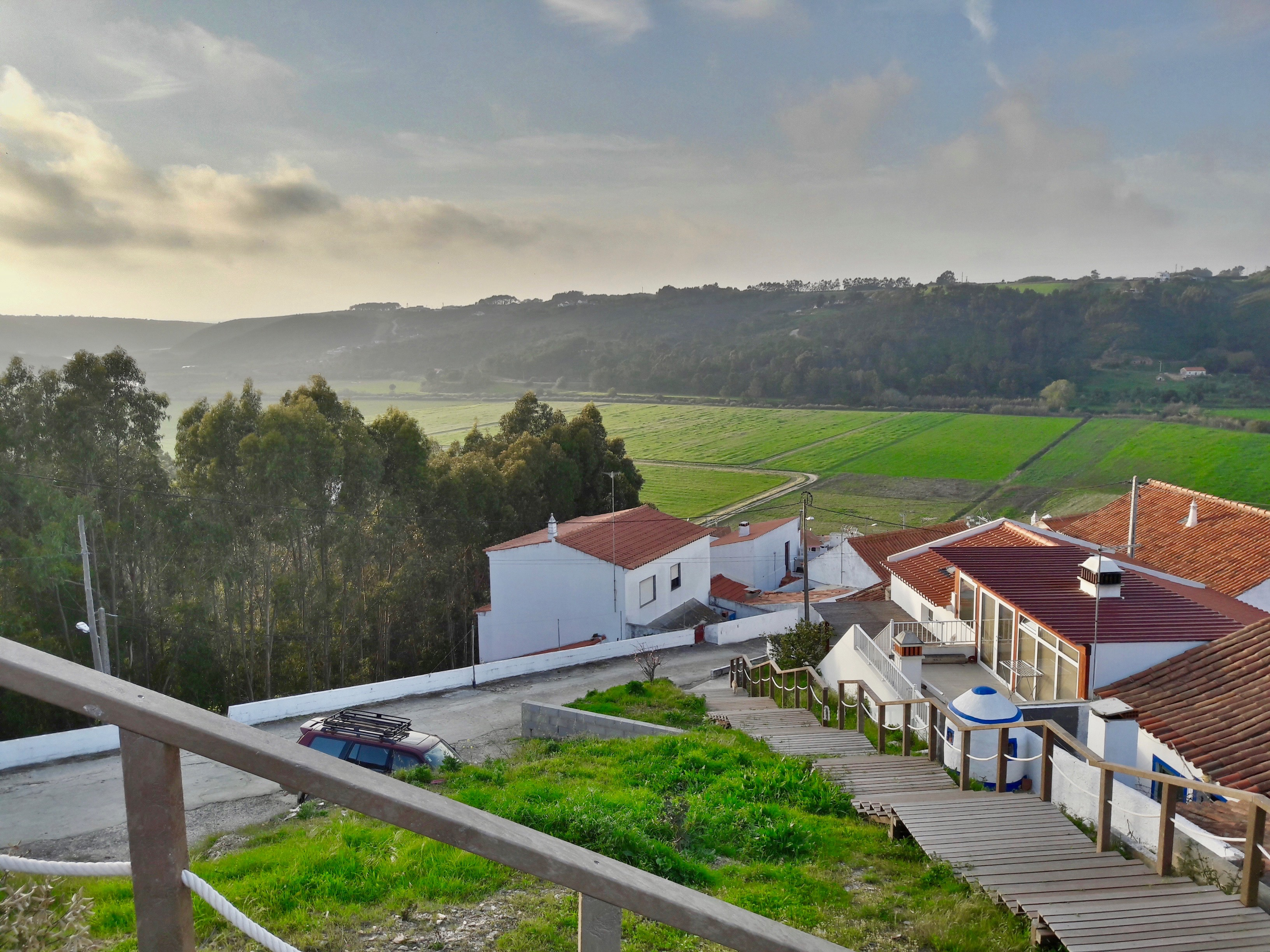
Odeceixe ao entardecer.

O ponto focal da freguesia é a vila de Odeceixe, que se situa ao longo de uma colina, junto à Ribeira de Seixe. As ruas apresentam, na sua maioria, uma reduzida largura, sendo ladeadas por edifícios normalmente caiados de branco. Localiza-se junto à fronteira com o concelho de Odemira, no Baixo Alentejo, sendo o acesso rodoviário efectuado pela Estrada Nacional 120, que passa junto à localidade.
É a primeira vila costeira do Algarve.

### População
Esta freguesia apresentava, segundo um censo realizado em 2001, 927 habitantes, embora exista uma elevada variação sazonal, devido ao número de visitantes que aqui se deslocam, especialmente na época balnear.
Odeceixe é bastante requisitado no verão por turistas.

## Demografia
A população registada nos censos foi:
| Distribuição da População por Grupos Etários | Distribuição da População por Grupos Etários | Distribuição da População por Grupos Etários | Distribuição da População por Grupos Etários | Distribuição da População por Grupos Etários |
| -------------------------------------------- | -------------------------------------------- | -------------------------------------------- | -------------------------------------------- | -------------------------------------------- |
| Ano                                          | 0-14 Anos                                    | 15-24 Anos                                   | 25-64 Anos                                   | > 65 Anos                                    |
| 2001                                         | 113                                          | 93                                           | 480                                          | 241                                          |
| 2011                                         | 115                                          | 69                                           | 503                                          | 274                                          |
| 2021                                         | 128                                          | 86                                           | 574                                          | 267                                          |

### Economia
A principal atividade económica é a agricultura, praticada especialmente nas várzeas da Ribeira de Seixe; as principais culturas são a batata doce, o milho e o amendoim. Outra atividade de monte é a pesca costeira, cujas capturas incluem os sargos, douradas, robalos, e diversas espécies de marisco. A pesca desportiva, junto com as atividades balneares e de natureza, constituem as principais modalidades turísticas nesta freguesia. O artesanato baseia-se principalmente nos trabalhos de cabedal e nas rendas.

### Cultura e património
Entre os elementos patrimoniais e culturais presentes nesta freguesia, contam-se os vários vestígios arqueológicos do Povo Mirense, a Igreja Matriz de Odeceixe, o Moinho de Vento, e o Museu Adega de Odeceixe. Também se destaca a Ponte de Odeceixe, uma importante obra rodoviária da década de 1930.
Em termos de gastronomia, esta região apresenta vários pratos típicos, como a Feijoada à minha maneira, que utilizam produtos agrícolas e piscícolas, refletindo a forte relação existente estas duas atividades.
Em termos de património natural, a freguesia faz parte do Parque Natural do Sudoeste Alentejano e Costa Vicentina, que encerra uma grande riqueza em termos de paisagem, fauna e flora, tanto na costa como no interior.
No ano de 2008 a série "Morangos com Açúcar - Férias de Verão" gravou a 5º temporada nesta vila.